# 斯黛夫隆·唐恩
斯蒂芬妮·维多利亚·艾伦（英語：Stephanie Victoria Allen，1991年12月14日—），英国女歌手、说唱歌手，艺名斯黛夫隆·唐恩（英語：Stefflon Don）。此外，她是歌手Dutchavelli的姐姐。

## 演藝生涯
斯黛夫隆·唐恩出生于英国伯明翰，拥有牙买加人的血统。她有七个兄弟姐妹，说唱歌手Dutchavelli是她的弟弟。当她五岁时，她的家人搬到了鹿特丹，所以斯黛夫隆能说一口流利的荷兰语。十四岁时，她回到英国伦敦的一所学校学习。她从小学就开始唱歌和创作音乐。9岁时，她为一位名叫U-Niq的说唱歌手共同录制〈Hard Knock Life〉；这首歌从未公開发行过，而她在播放音频时为自己的声音感到惊讶。在还未正式开始她的音乐生涯前，她曾担任蛋糕装饰师和美发师。
2017年，斯黛夫隆·唐恩因单曲〈Hurtin'Me〉在英国单曲排行榜上排名第7后一举成名。2016年，艾伦发行她的首张混音带《Real Ting》，随后在2018年发行另一张混音带《Secure》。